# 712 Fifth Avenue
712 Fifth Avenue tiene es un rascacielos en 56th Street y Fifth Avenue en el Midtown Manhattan de Nueva York (Estados Unidos). Construido de 1987 a 1990, mide 198,1 m y fue diseñado por SLCE Architects y Kohn Pedersen Fox Associates. La base del rascacielos incluye el Coty Building en el 714 de la Quinta Avenida (construido en 1871) y la Librería Rizzoli en el 712 de la Quinta Avenida (construido en 1908), ambos son puntos de referencia designados por la ciudad de Nueva York.
En la base se conservan las fachadas de los edificios Coty y Rizzoli. También se construyó una fachada de imitación en el 716 de la Quinta Avenida para complementar la agrupación. Los pisos inferiores contienen un escaparate y un atrio detrás de las fachadas emblemáticas de los edificios Coty y Rizzoli. Los pisos de la torre contienen una fachada de mármol blanco, piedra caliza gris y granito verde y negro. Dentro de la torre, cada piso tiene 700 m² de espacio para oficinas en promedio. La yuxtaposición de la torre más nueva con los edificios Coty y Rizzoli fue alabada y criticada por escritores de arquitectura como Paul Goldberger y Christopher Gray.
Antes de la construcción del actual rascacielos, el 712 de la Quinta Avenida era la dirección del edificio de la Librería Rizzoli. La planificación del 712 de la Quinta Avenida data de 1983, pero el proyecto se retrasó varios años debido a la oposición a la demolición de estructuras históricas en la base del rascacielos. Los edificios Coty y Rizzoli se incorporaron a la base, donde funcionó una tienda Henri Bendel desde 1990 hasta 2018. Una vez finalizado, el rascacielos estaba prácticamente vacío debido a un mercado inmobiliario débil. El edificio se vendió en 1999 al Grupo Paramount por un récord de 285 millones de dólares.

## Sitio
712 Fifth Avenue se encuentra en el vecindario Midtown Manhattan de Nueva York. Se enfrenta a la Quinta Avenida al este y la calle 56 al norte. El terreno tiene forma de L y cubre 1630 m², con un frente de 23 m en la Quinta Avenida y una profundidad de 45,7 m. Envuelve otra estructura en 718 Fifth Avenue, en la esquina sureste de Fifth Avenue y 56th Street. El moderno rascacielos se extiende por lo que antes eran 12 parcelas separadas.
El edificio está en la misma cuadra que las casas adosadas en 10 y 12 West 56th Street al oeste, así como la Iglesia Presbiteriana de la Quinta Avenida al sur. Otros edificios cercanos incluyen los Rockefeller Apartments al suroeste; el hotel The Peninsula New York y el University Club of New York al sur; el hotel St. Regis New York y 689 Fifth Avenue al sureste; el Corning Glass Building y 550 Madison Avenue al este; Trump Tower, la tienda insignia de Tiffany & Co. y 590 Madison Avenue al noreste; y 17 West 56th Street y Crown Building al norte.
La Quinta Avenida entre la Calle 42 y Central Park South (calle 59) estuvo relativamente subdesarrollada hasta finales del siglo XIX. El lado occidental de la avenida, entre las calles 55 y 56, contenía la Iglesia Presbiteriana de la Quinta Avenida en la esquina de la calle 55 y una serie de casas de piedra rojiza en el resto de la cuadra. La iglesia construyó una casa de piedra rojiza con la dirección 712 Fifth Avenue en 1886. A principios de la década de 1900, esa sección de la Quinta Avenida se estaba convirtiendo en un área comercial.

## Diseño
712 Fifth Avenue tiene una torre de 52 pisos que tiene 11 ascensores y se eleva a una altura total de 198,1 m. La torre, construida en 1989, fue diseñada por Kohn Pedersen Fox junto con SLCE Architects. El edificio es una estructura certificada plata básica de Liderazgo en Energía y Diseño Ambiental. La base del rascacielos incluye dos estructuras preexistentes: el Rizzoli Building (1907) y el Coty Building (1908). El resto de la base se construyó con el propio rascacielos.

### Fachada

#### Edificio Rizzoli
El Rizzoli Building de cinco pisos, diseñado por Albert S. Gottlieb, tenía la dirección de 712 Fifth Avenue antes de que se construyera el actual rascacielos. Diseñado en el estilo clásico francés, la estructura mide unos 36 m de profundidad y tiene cinco pisos de altura con fachada de piedra caliza y ladrillo. La fachada tiene tres tramos de ancho y, a nivel del suelo, tenía una puerta en el tramo más a la derecha. En los pisos superiores, el Rizzoli Building tenía un piano nobile con tres ventanas arqueadas de altura completa, así como balaustres debajo de cada abertura. También había inscripciones de Rizzoli sobre el segundo piso. La articulación del tercer y cuarto pisos fue diseñada como una sola unidad, con cada tramo separado por pilastras con capiteles de estilo corintio ; las ventanas de estos pisos son ventanas abatibles. El quinto piso está dentro de un techo abuhardillado de pizarra negra, empotrado detrás de una balaustrada de piedra.

#### Coty Building

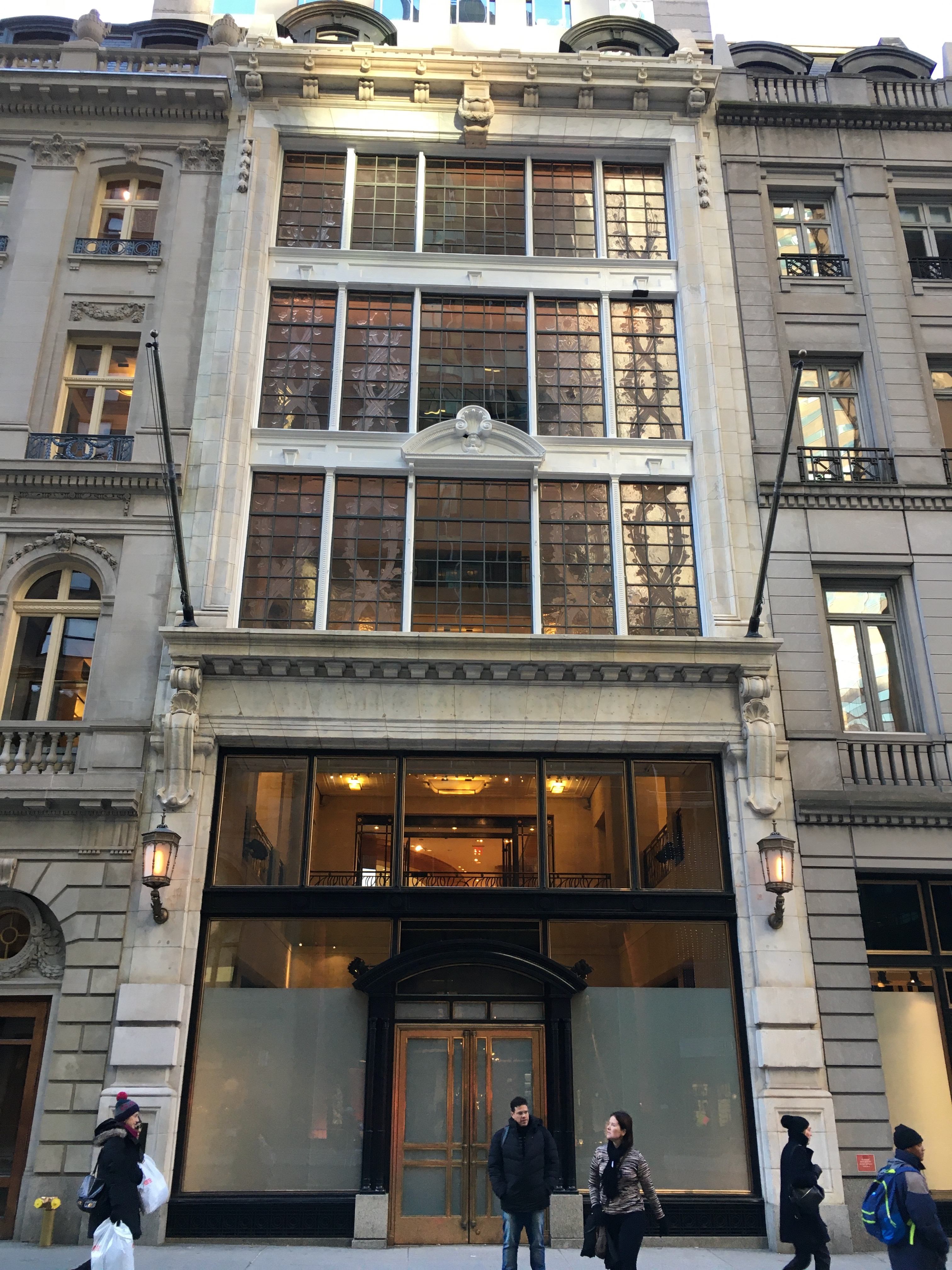
El Coty Building, con el Rizzoli Building a la izquierda y la fachada 716 de la Quinta Avenida a la derecha

El Coty Building de seis pisos en 714 Fifth Avenue fue rediseñado por Woodruff Leeming y está diseñado como un marco alrededor de una pared de vidrio. Los dos primeros pisos tienen pilares revestidos de piedra caliza y cornisa. Los pisos tercero al quinto también se tratan como una unidad, como una pared de vidrio. Las ventanas de vidrio fueron diseñadas por René Lalique y constituyen la única obra documentada de ese arquitecto en los Estados Unidos. Hay cinco tramos de ventana verticales, separados por delgados parteluces verticales de acero. La planta superior está rematada por una cornisa modillificada con consolas de consola que sostienen una balaustrada. El techo inclinado cubierto de metal con buhardillas arqueadas permitió que el edificio armonizara con sus vecinos.

#### Rascacielos
El resto de la base del rascacielos está hecho de mampostería sólida revestida con piedra caliza de Indiana en bruto y tiene cinco pisos de altura. En la Quinta Avenida, se construyó una fachada neoclásica de cinco pisos y dos tramos al norte del Coty Building. Sirve como un "sujetalibros" para la fachada de Coty y es similar a la fachada del Edificio Rizzoli. Sin embargo, los detalles consisten en formas bidimensionales más superficiales, en contraste con las formas tridimensionales utilizadas en el Edificio Rizzoli. La entrada principal en 56th Street consiste en una logia de estilo clásico. Contiene una ventana de vidrio grabado de dos pisos con representaciones de los signos del zodíaco. Esta ventana, diseñada por Thierry Bruet y Amy Rassinforf, está diseñada como una imitación de las ventanas Lalique en el Coty Building.
La torre tiene un Retranqueo de 15,2 m an Quinta Avenida y uno de 8,2 m en la calle 56. La fachada de la torre está hecha de piedra caliza gris de Indiana, mármol blanco de Vermont y granito verde y negro. En las historias intermedias de la torre, hay ventanas diez tramos por planta en las fachadas norte y sur y ocho tramos en las fachadas este y oeste. Las dos tramos exteriores a cada lado están colocadas en piedra caliza, y las ventanas entre los tramos más externas están acentuadas por franjas de granito negro entre cada piso. Las tramos exteriores tienen luces laterales horizontales estrechas de granito negro. Las tramos del medio a cada lado están revestidas con mármol de Vermont, empotradas ligeramente detrás de los tramos exteriores. El mármol de Vermont se corta en losas de 5 cm; Los constructores inicialmente tenían la intención de cortar el mármol en losas de 10 cm de espesor, pero las losas de ese espesor eran propensas a agrietarse.
Los arquitectos optaron por utilizar piedra caliza por su color ante, que se aclararía con el tiempo. La piedra caliza se corta en losas de 10 cm. Debido a que era el tipo de piedra más débil utilizado en la fachada, las losas de piedra caliza se anclan mediante ángulos de acero a una pared exterior detrás de ellas, hecha de acero y hormigón. Bandas horizontales de piedra caliza rústica envuelven la torre en los pisos 14 y 15, y en los pisos 43 y 44. Estas tiras indican la ubicación de las historias mecánicas. Hay quoins terminados térmicamente, hechos de granito verde, en la base y en la parte superior de la torre. En la parte superior hay medallones de bronce.

### Interior
712 Fifth Avenue tiene 50 600 m² de espacio en total. Todas las estructuras a nivel del suelo están conectadas internamente. Detrás de la fachada del Coty Building hay un atrio de cuatro pisos. En 1988, durante el desarrollo del rascacielos actual, los desarrolladores firmaron un acuerdo por escrito en el que el atrio no se podía utilizar para la venta minorista. Además, del segundo al cuarto piso se diseñaron con una vista directa del atrio. Estas historias fueron tomadas originalmente por un 7300 m² Tienda Henri Bendel. La tienda fue diseñada con dos escaleras elípticas, así como balcones con barandillas de hierro que rodean el atrio. Los pisos superiores están dirigidos a inquilinos boutique, como empresas de moda. Cada uno de los pisos superiores tiene una superficie típica de 700 m².
Estructuralmente, el rascacielos tiene un marco de tubo de hormigón para endurecerlo contra el viento. El revestimiento de hormigón es de 11,4 cm de espesor en promedio y se coloca a lo largo del exterior de la torre, no conectado al núcleo. Los huecos del ascensor y las escaleras de emergencia se colocaron en una esquina del edificio. Las cargas de peso de los pisos superiores se transportan alrededor de la base para evitar colocar cargas en los edificios Coty y Rizzoli. Las cargas de las columnas se desplazan horizontalmente en pequeños incrementos a través de una sección de nueve pisos de la torre, evitando la necesidad de una gran estructura de transferencia de carga.

## Historia

### Estructura de 1907

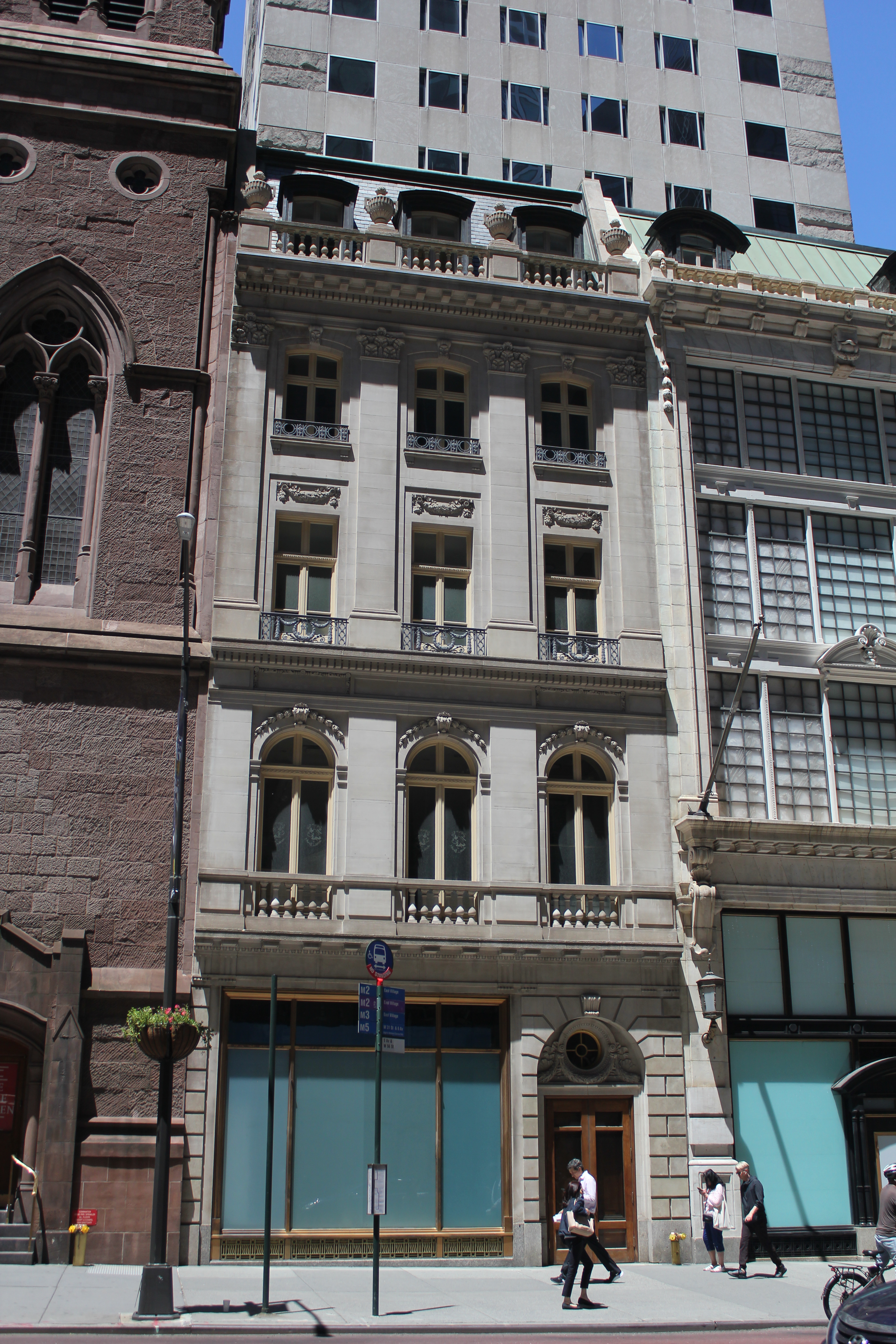
El edificio anterior con la dirección 712 Fifth Avenue, terminado en 1908

La Iglesia Presbiteriana de la Quinta Avenida arrendó su casa parroquial, una vivienda de cuatro pisos en la dirección 712 de la Quinta Avenida, a los decoradores de interiores L. Alavoine & Company en mayo de 1906. En marzo siguiente, Albert S. Gottlieb presentó planos para una tienda de cinco pisos y un edificio de oficinas en ese sitio, en un lote de 7,6 por 35,4 m. La nueva estructura, terminada en 1908, fue diseñada de manera similar a otros edificios residenciales erigidos al mismo tiempo. En ese momento, el tramo de la Quinta Avenida en Midtown era en gran parte residencial, pero se estaba volviendo más comercial. Christopher Gray escribió que la estructura de cinco pisos estaba "elegantemente diseñada, pero seguía siendo una intrusión comercial".
La nueva oficina en el 712 de la Quinta Avenida fue ocupada por primera vez por L. Alavoine & Company, y el joyero Cartier tenía oficinas en el tercer piso. La tienda Cartier abrió en 1909 y funcionó hasta 1917, cuando se trasladó a la antigua Morton F. Plant House varias cuadras al sur. También hubo numerosas galerías de arte en el primer piso. Estas incluían las galerías de Edward Brandus, que un escritor del Brooklyn Daily Eagle describió como hacer sentir a los visitantes "en presencia de una compañía distinguida y refinada". Otro comerciante de arte en el edificio, Arthur Harlow & Co., se mudó a otro lugar en 1927. El importador de cristalería y plata A. Schmidt & Sons arrendó el escaparate de la planta baja, así como parte del sótano, en 1934 durante quince años. L. Alavoine continuó realizando exposiciones en el edificio durante este tiempo. La tienda de muebles para hombres Budd Ltd. arrendó el escaparate en 1948. El edificio continuó albergando galerías de arte durante la década de 1950, incluida la Galería Louis Carr, Associated American Artists Galleries y la Galería Albert Landry. 712 de la Quinta Avenida fue propiedad de la Iglesia Presbiteriana de la Quinta Avenida hasta 1959, cuando el joyero Harry Winston lo compró.
La librería Rizzoli, una división de Rizzoli Libri, compró el edificio a Harry Winston en 1963. La venta incluyó un convenio que obligaba a los propietarios a usar el edificio "solo de una manera de primera clase" y mantener el exterior según los estándares establecidos por la Asociación de la Quinta Avenida. Rizzoli también compró la propiedad en 2 West 56th Street, creando un conjunto en forma de "L". Ferdinand Gottlieb renovó el espacio para incluir espacios de uno y dos pisos con paneles de madera. La tienda Rizzoli abrió en el 712 de la Quinta Avenida en octubre de 1964. La tienda atrajo a los clientes con sus "pisos de mármol, paneles de roble y candelabros relucientes", como describió su diseño The Christian Science Monitor. La tienda Rizzoli también tenía una galería de arte donde se exhibían dibujos y pinturas. En 1966, la tienda se expandió a la sección a lo largo de 2 West 56th Street. Durante las siguientes dos décadas, la tienda ganó popularidad como un hito no oficial. Rizzoli fue una de varias librerías en la sección del centro de la Quinta Avenida durante este tiempo, junto con Charles Scribner's Sons en 597 Fifth Avenue y Brentano's en 586 Fifth Avenue.

### Desarrollo del rascacielos

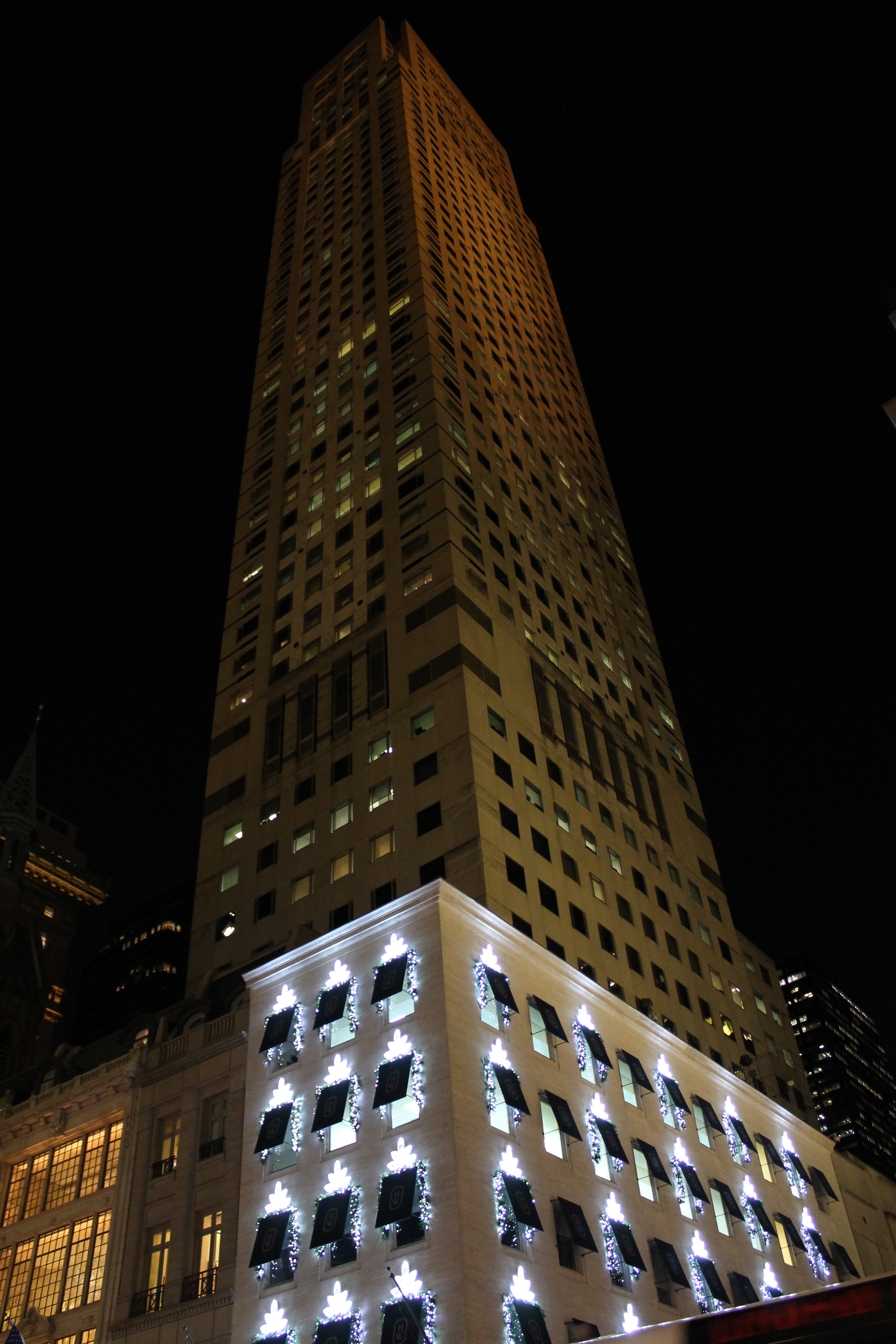
Visto de noche

#### Planes iniciales
En 1983, el desarrollador David S. Solomon comenzó a planificar un rascacielos de oficinas de 44 pisos en la esquina suroeste de la calle 56 y la Quinta Avenida. Como ni Rizzoli ni el adyacente Coty (en el 714 de la Quinta Avenida) fueron designados como hitos oficiales, tenía la intención de reemplazarlos. Los propietarios de Steadsol Fifth Associates, un consorcio del que formaba parte Solomon, compraron ambos edificios en 1984 con la intención de demolerlos. Los propietarios de los edificios Rizzoli y Coty inicialmente se negaron a vender sus respectivas propiedades. En ese momento, el Rizzoli Building y la librería estaban controlados por la familia Carraro, que vivía en Milán. Después de que Solomon hiciera varios viajes a Milán, la familia Carraro decidió vender la casa 712 de la Quinta Avenida a Solomon. El médico propietario del Coty Building también acordó vender su estructura a cambio de una participación en el nuevo rascacielos.
Solomon también adquirió los derechos aéreos sobre la Iglesia Presbiteriana de la Quinta Avenida, así como también sobre el Custom Shop de tres pisos en el 716 de la Quinta Avenida. Harry B. Macklowe ya había sido propietario de las propiedades en 4 y 6 West 56th Street y finalmente acordó vender estas estructuras a Steadsol después de que este último comprara dos propiedades adicionales en 2 y 8 West 56th Street. El ensamblaje le costó a Steadsol $ 86 millones de dólares en total, o alrededor de 43 000 dólares / m². Se propusieron varios diseños para la nueva torre, incluidos los de un apartamento, hotel, hotel de apartamentos y edificio de oficinas. Los desarrolladores prometieron que el nuevo rascacielos armonizaría con las estructuras a su alrededor, con una fachada revestida en gran parte de piedra caliza.
Las mugrientas ventanas del Coty Building llamaron la atención del historiador de la arquitectura Andrew Dolkart, quien descubrió que las ventanas del Coty Building eran la única obra arquitectónica documentada de René Lalique en los Estados Unidos. El descubrimiento de las ventanas del Coty Building impulsó un movimiento para oponerse a la torre propuesta por Steadsol. El desarrollador inmobiliario Donald Trump también se opuso al desarrollo del nuevo rascacielos. La oposición de Trump estuvo relacionada con el hecho de que el nuevo rascacielos competiría con su Trump Tower que estaba diagonalmente cruzando la Quinta Avenida y la Calle 56. La Sociedad Municipal de Arte solicitó a la Comisión de Preservación de Monumentos Históricos que designara los edificios, y ambos fueron designados el 29 de enero de 1985, retrasando temporalmente el desarrollo del rascacielos. Debido a la falta de comunicación entre el Departamento de Edificios de la Ciudad de Nueva York y la Comisión de Preservación de Monumentos Históricos, los permisos de alteración para los Edificios Coty y Rizzoli se aprobaron inicialmente a pesar de las designaciones. Los edificios Coty y Rizzoli recibieron protección policial las 24 horas del día por temor a que pudieran ser demolidos. Steadsol Fifth Associates luego tuvo sus permisos de alteración para el Coty Building revocados.

#### Revisiones
A mediados de 1985, la comisión aprobó un plan revisado diseñado por Kohn Pedersen Fox, que requería una torre de 198,1 m con varios retranqueos. Las fachadas de los emblemáticos edificios Coty y Rizzoli se conservarían bajo este plan. El historiador arquitectónico Charles Lockwood criticó la propuesta como una "solución de preservación inaceptable", y Paul Goldberger describió el plan como parte de una tendencia en el "fachadismo", en el que la "esencia" de los hitos todavía se destruyó con la demolición de sus interiores. En preparación para la construcción del rascacielos, las ventanas del Coty Building fueron restauradas en 1986; El edificio en el 716 de la Quinta Avenida, una joyería de dos pisos, fue demolido. El mismo año, la tienda de lujo Henri Bendel anunció su intención de trasladar su tienda insignia a la base del 712 de la Quinta Avenida.
Steadsol Fifth Associates volvió a editar sus planos, que exigían una torre de 198 m con fachadas planas porque los retranqueos habrían hecho que los pisos superiores fueran demasiado pequeños. Esto provocó consternación en la Junta de la Comunidad de Manhattan 5, que solicitó que se llevara a cabo otra audiencia. La Comisión de Preservación de Monumentos Históricos aprobó planes modificados en marzo de 1987. La construcción comenzó más tarde ese año, y una empresa conjunta entre Solomon y Taubman Company se hizo cargo del desarrollo. Como parte del proyecto, Bendel contrató a Beyer Blinder Belle para restaurar las fachadas históricas y construir una fachada de estilo neoclásico de cinco pisos en el 716 de la Quinta Avenida. Para dar paso a la construcción de la tienda Henri Bendel, los interiores de las estructuras emblemáticas se demolieron por completo y la fachada se reforzó 15 m hacia atrás en la nueva torre. La torre en sí fue diseñada para colocarse a una distancia de 15 m porque la comisión necesitaba aprobar cualquier trabajo interior o exterior dentro de los 15 m de una designación histórica. El edificio se completó en 1989.

### Uso como oficina

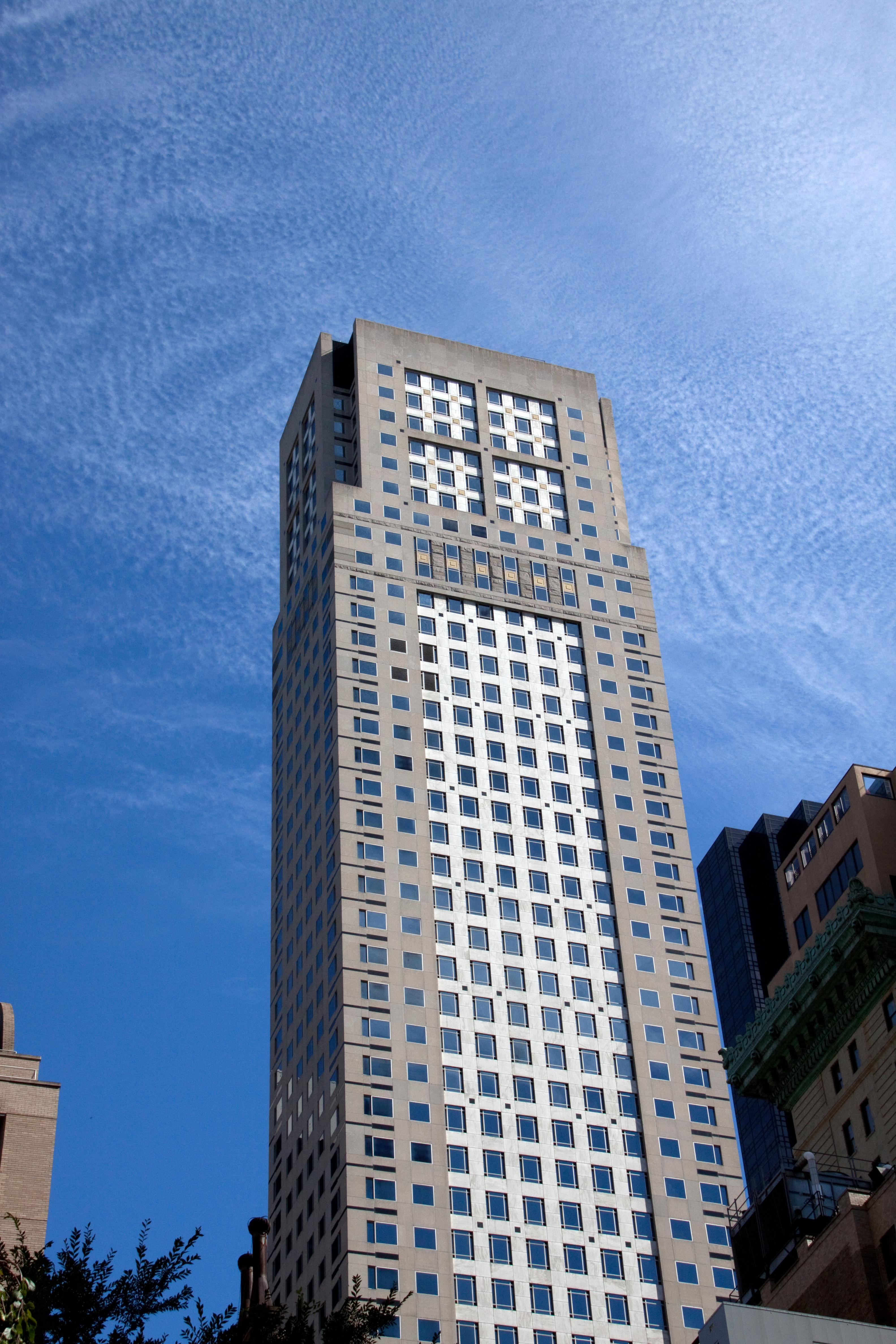
Visto desde el sur

Las Islas Salomón se retiraron del desarrollo de 712 Fifth Avenue en 1990 porque su compañía Solomon Equities tuvo dificultades para encontrar inquilinos en sus otras propiedades. Taubman luego se hizo cargo del proyecto. En ese momento, el rascacielos estaba en su mayor parte vacío y se veía como un proyecto de elefante blanco, con tres cuartas partes de su espacio sin usar. 712 Fifth Avenue se completó justo al comienzo de la recesión de principios de la década de 1990, lo que provocó una alta tasa de vacantes. En febrero de 1991, se inauguró la tienda Henri Bendel; en ese momento, había seis inquilinos de oficinas, incluida la Compañía Taubman. Seis meses después, varios pequeños inquilinos habían firmado contratos de arrendamiento por un colectivo de 200 000 pies cuadrados (1 858 060 dm²) de espacio. Varios pisos se subdividieron en oficinas más pequeñas, algunas con salas de conferencias compartidas.
En 1998, el edificio se vendió a Paramount Group por 285 millones de dólares (o unos 5630 dólares / m²), luego una tasa récord para el espacio de oficinas. Dos años más tarde, las ventanas Lalique en el antiguo Coty Building tuvieron que ser removidas para su restauración, ya que el marco de acero se había oxidado y expandido, agrietando algunos cristales. Las ventanas fueron restauradas por Arthur Femenella. El escritor Jerold S. Kayden publicó el libro Privately Owned Public Space: The New York City Experience (Espacio público de propiedad privada: La experiencia de la ciudad de Nueva York) casi al mismo tiempo, en el que describió a Henri Bendel vendiendo mercadería en el atrio. Aunque esto fue una violación del acuerdo de 1988 que prohibía los usos minoristas en el atrio, el gobierno de la ciudad no tomó ninguna medida durante dos años. La ciudad lo consideró una violación de menor prioridad ya que las acciones de Henri Bendel no resultaron en "una denegación total de acceso".
En 2007, el espacio en el edificio tenía una gran demanda y el espacio de oficinas se alquilaba a un promedio de 1780 dólares / m² por año. En ese momento, el alquiler anual promedio de un espacio de oficina "premium" en Midtown era de 917 dólares / m² por año. Los altos alquileres se debieron en parte a que el 712 de la Quinta Avenida estaba cerca del Hotel Plaza ; Los edificios cercanos, como el Solow Building, la Carnegie Hall Tower, el General Motors Building y 888 Seventh Avenue, también tenían tasas de solicitud elevadas. En 2017, Paramount refinanció el edificio y obtuvo un préstamo de 300 millones de dólares.
La tienda Henri Bendel cerró a finales de 2018. Al año siguiente, el diseñador de moda Alexander Wang organizó una fiesta en el espacio vacío para celebrar una asociación comercial con Bulgari. Harry Winston, que ocupaba la tienda adyacente en 718 Fifth Avenue, arrendó el antiguo escaparate de Henri Bendel en 2020 por 7,87 millones de dólares. El contrato de arrendamiento cubría 1700 m² en 712 Fifth Avenue; Harry Winston demolió un muro entre 712 y 718 Fifth Avenue para ampliar su tienda.

## Inquilinos
- Aberdeen Asset Management[93]
- Christian Dior[10][93]
- CVC Capital Partners[93]
- Riverstone Holdings[93]
- Roberto Cavalli[10][93]
- TSG Consumer Partners[10]
- Vector Group[10][93]

## Recepción de la crítica
El Real Estate Record and Guide escribió sobre el edificio original en diciembre de 1908: "Se conserva un cierto carácter residencial acorde con el uso del edificio por parte de un artista decorativo, sin afectar en modo alguno su valor de alquiler".
La AIA Guide to New York City describió el rascacielos como si se elevara desde la base de las estructuras emblemáticas, diciendo que "las dos colas (Rizzoli y Coty) menean a este perro arquitectónico, relacionado internamente con los encantadores de la Quinta Avenida, pero aislado externamente por Harry Winston's locura de mano dura en la esquina ". Christopher Gray, crítico de arquitectura de The New York Times, criticó el edificio cuando fue coronado y dijo que "ya ha llegado a dominar lo que era una agrupación bien equilibrada". Paul Goldberger, del mismo periódico, escribió que el edificio era "más prometedor para el renacimiento de la Quinta Avenida que cualquier cosa que le haya pasado a ese accidentado bulevar en la última década", a pesar de su escepticismo inicial sobre el proyecto. Goldberger la apodó la "Mejor torre sobre la tienda" en una columna de 1991 que resume los nuevos edificios en la ciudad de Nueva York. La revista inmobiliaria The Real Deal dijo que "pocas vistas superan a las de las torres del 712 de la Quinta Avenida", lo que la hace deseable para las empresas de moda.